# Neolamenia flava
Neolamenia flava är en insektsart som beskrevs av Frederick Arthur Godfrey Muir 1917. Neolamenia flava ingår i släktet Neolamenia och familjen Derbidae. Inga underarter finns listade i Catalogue of Life.